# (8665) Daun-Eifel
(8665) Daun-Eifel (1991 GA9) – planetoida z grupy pasa głównego asteroid okrążająca Słońce w ciągu 3,62 lat w średniej odległości 2,36 au. Odkryta 8 kwietnia 1991 roku.